# Castell d'Egeskov

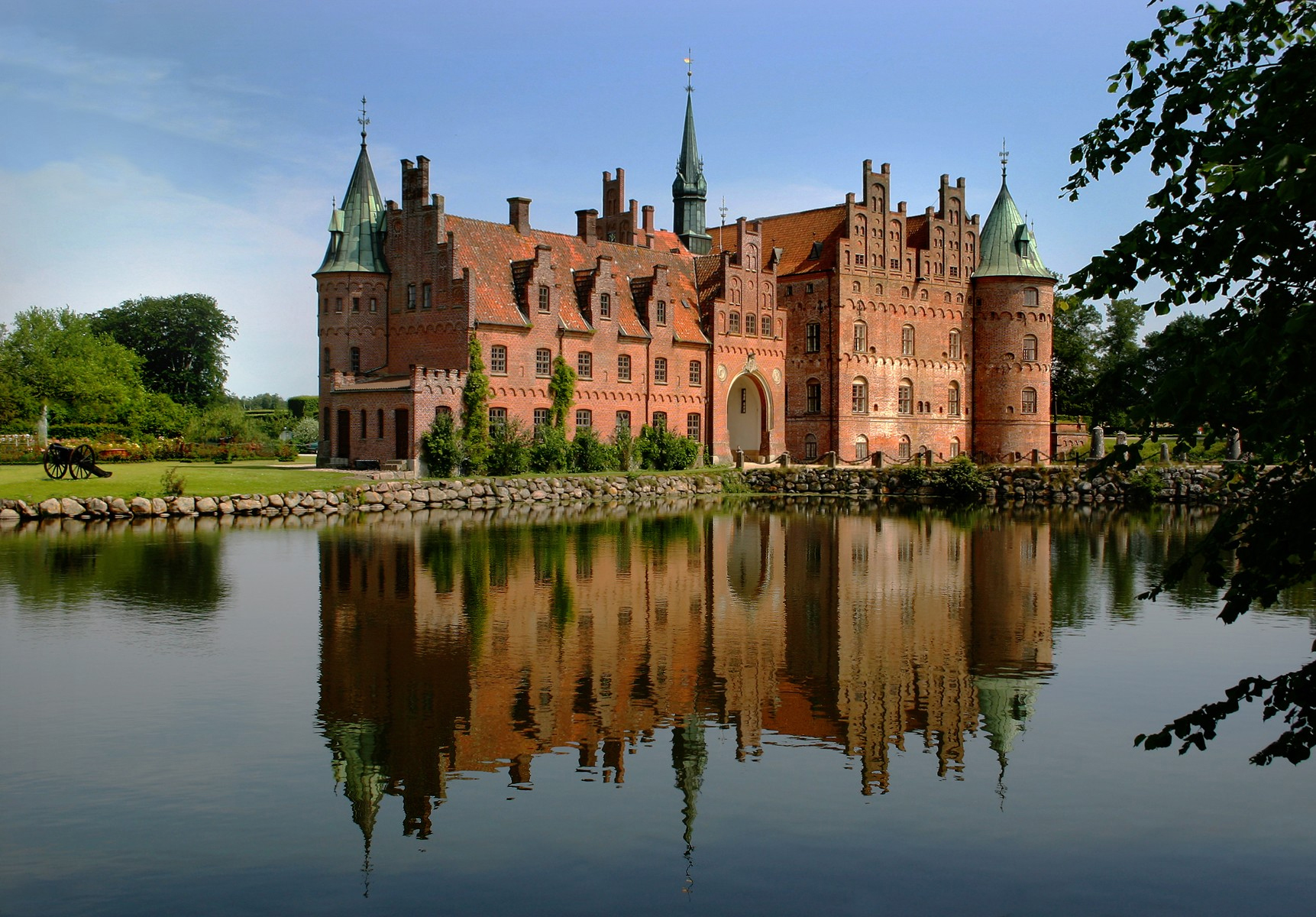
El castell d'Egeskov, façana principal.

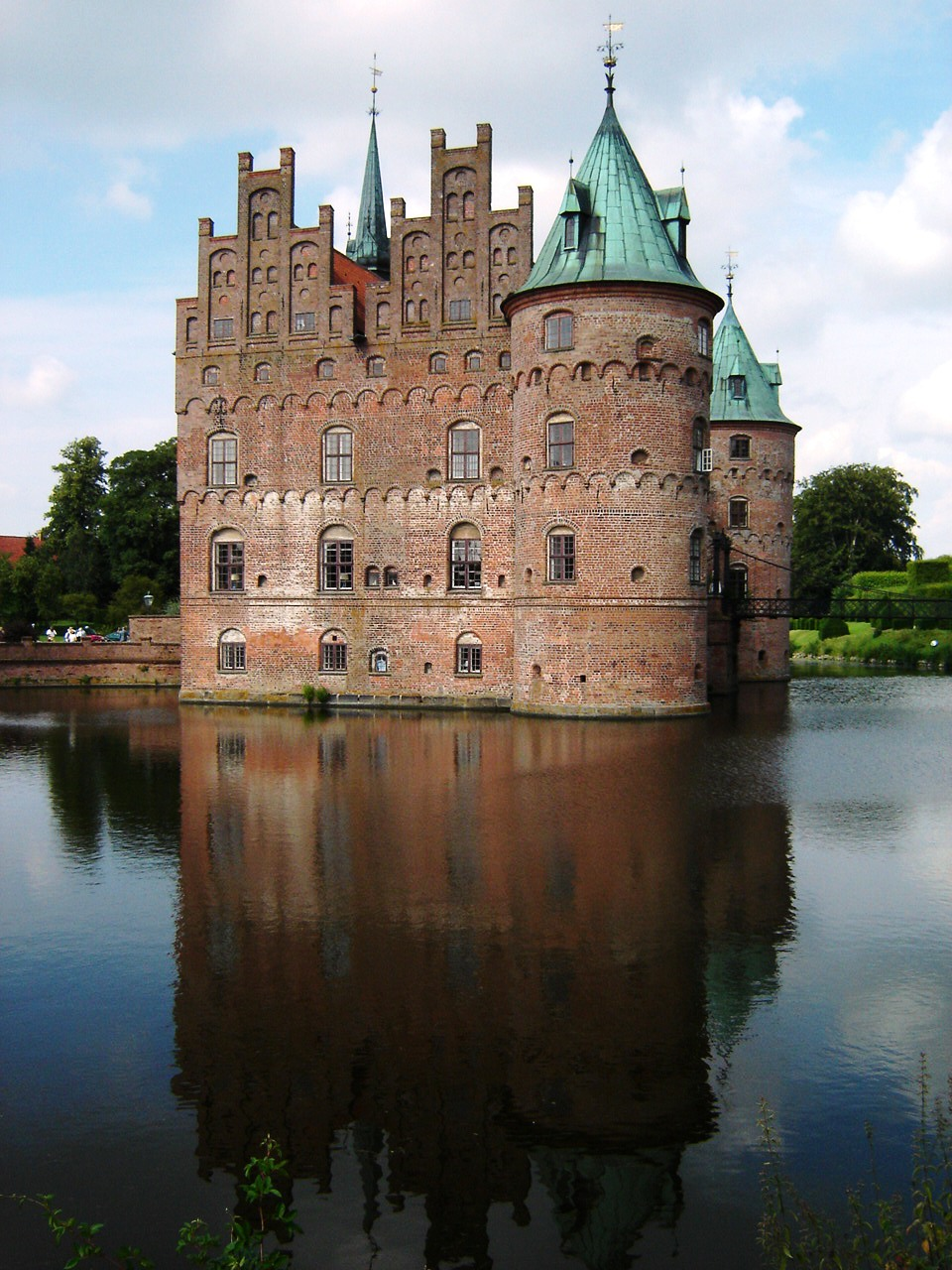
El castell d'Egeskov, vista des del llac.

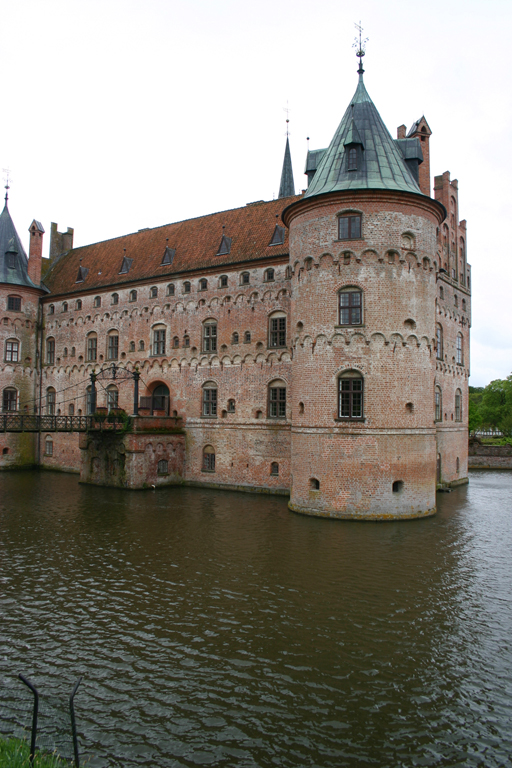
El castell d'Egeskov, una altra vista des del llac.

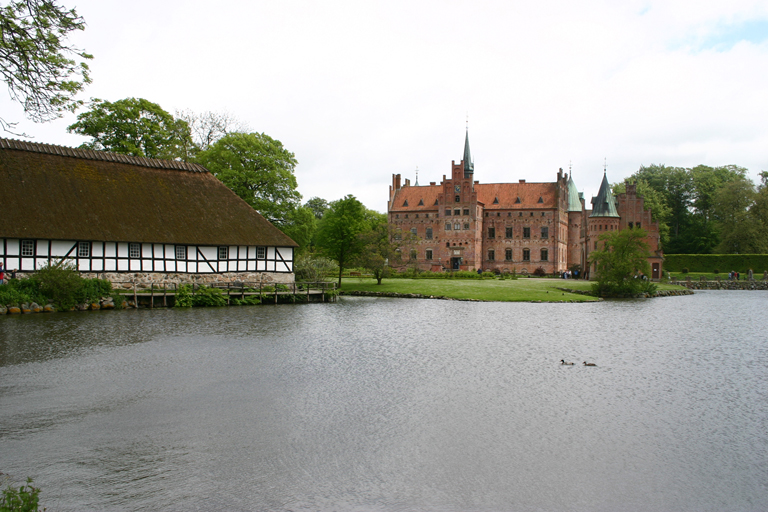
El castell d'Egeskov, una altra vista de la façana principal, amb el llac en primer pla i el Ladegården a l'esquerra.

El castell d'Egeskov (en danès Egeskov Slot) és un castell que es troba localitzat al sud de l'illa de Fiònia, a Dinamarca. El castell és el castell d'estil renaixentista millor conservat d'Europa, pel que fa a castells que es trobin envoltats d'aigua. Encara que la història d'Egeskov es remunta al segle xv, l'estructura del castell actual va ser erigida per Frands Brockenhuus l'any 1554.
A causa dels problemes i inestabilitats causats per la Guerra Civil Danesa en 1534-1536 (coneguda per la historiografia anglosaxona i danesa com a Guerra del comte, en danès Grevens fejde), una guerra civil que va introduir a Dinamarca la Reforma Protestant, la major part de la noblesa danesa va construir les seves residències planificant-les com a autèntiques fortaleses. Així, el castell està construït sobre un lloc amb pilons de roure i localitzat en un petit llac amb una profunditat màxima de cinc metres. En un primer moment, l'únic accés des de l'exterior al castell era a través d'un pont llevadís. Segons la llegenda, es va necessitar un bosc sencer de roures per construir els fonaments de l'edifici, i d'aquí derivaria el nom d'egeskov (bosc de roures).

## Arquitectura
El castell consisteix en realitat en dos edificis diferents allargats i connectats entre si per una paret de doble grossor, permetent així als defensors del mateix abandonar una de les cases i seguir lluitant en l'altra. La paret doble posseeix més d'un metre de gruix, i alberga escales secretes i un pou. D'altra banda, estava dissenyat de manera que els defensors podien atacar per tots dos flancs als assaltants des de les dues torres rodones de les cantonades. Altres defenses de tipus medieval inclouen portons per a l'artilleria, matacans o espitlleres. Els maons amb els quals es va edificar el castell són d'un tipus medieval de gran grandària, de vegades anomenat maó de monjos. Les torres còniques estan construïdes en una sèrie de panells separats.
L'arquitectura inclou finestres en arc rebaixat, en arc de mig punt i uns altres, rematades algunes d'elles per gablets, així com un doble cordó de arquilles cegues entre la primera i la segona plantes, a més d'un cordó entre el soterrani aixecat i la planta baixa. L'estructura inclou una primitiva lampisteria, una de les primeres usades a Europa, incloent eixos verticals per al desguàs de les aigües brutes. La gruixuda paret doble també conté canalitzacions d'aigua neta que desemboquen en la cuina dels criats, situada a la casa oriental.

## Continguts
El contingut del castell inclou un pectoral massís d'armadura, de ferro, amb una antiguitat almenys del segle xvi, procedent del castell de Hvedholm, una antiga propietat d'Egeskov, que es troba aproximadament a deu quilòmetres a l'oest del castell d'Egeskov.
Igualment, dins del castell existeix una àmplia col·lecció de pintura, que inclou un gran quadre situat al llarg passadís de la primera planta, representant a Niels Juel, qui va derrotar a les tropes de l'Imperi suec en la batalla de la badia de Køge, el 2 de juliol de 1677, en el marc de les Guerres Escandinaves.

## Jardins, altres edificis i terrenys propers
Un altre edificis que formen part d'Egeskov és Ladegården, un edifici amb armadura de fusta que es troba coberta amb palla, i que actualment forma part del museu. Altres edificis auxiliars estan en ús, bé sigui pel museu bé per a labors agrícoles.
El castell està envoltat per un antic parc, que abasta una superfície total de 200.000 metres quadrats de terreny. El parc es troba dividit en un elevat nombre de jardins. El jardí renaixentista destaca per les seves fonts, un camí de grava i figures d'art topiari.
El jardí de fuchsias, un dels més grans d'Europa, conté 104 espècies diferent. Altres jardins immediats al castell inclouen un jardí anglès, un jardí aquàtic, un jardí d'herbes, un jardí de verdures, i un jardí camperol. En els jardins també destaquen quatre laberints de tanca. El més antic és un laberint que inclou un faig de diversos centenars d'anys. Aquest jardí és revisat cada any per prevenir la mort dels arbres. El laberint més modern és el laberint de bambú, el major del món d'aquestes plantes. Destaca en ell una torre en estil xinès al seu centre, alhora que un pont que surt de la torre proporciona la sortida del laberint. Existeix també un rellotge de sol dissenyat pel poeta i matemàtic danès Piet Hein.
La propietat inclou vuit quilòmetres quadrats més, dels quals 2,5 són forestals, estant la resta formada per terres de cultiu. La finca va pertànyer a la família dels Ahlefeldt-Laurvig-Bille des de 1784. L'any 1986 es va construir una rèplica de grandària natural del castell a Hokkaido, Japó, per albergar un aquari, amb el permís dels qui en aquells dies eren els amos d'Egeskov, el Conde Claus i la Comtessa Louisa Ahlefeldt-Laurvig-Bille.

## Museus
En l'actualitat, el castell d'Egoskov acull diversos museus o col·leccions:
- Col·lecció d'automòbils antics.
- Col·lecció de motocicletes antigues.
- Col·lecció museística sobre la Història de l'agricultura i col·lecció de cotxes de cavalls, en el Ladegården.
- Col·lecció d'aparells voladors.
- Col·lecció de vehicles de bombers i altres vehicles d'emergències, de l'empresa danesa Falck.

La major part del castell es troba obert al públic, amb l'excepció les àrees reservades per a l'ús privat pel comte Michael i la comtessa Margrethe Ahlefeldt-Laurvig-Bille, actuals propietaris.
El Museu d'agricultura i la col·lecció de cotxes de cavalls es troben localitzats en el Ladegården, mentre que la col·lecció d'automòbils antics, la de motocicletes antigues, la de vehicles de l'empresa Falck i la d'aparells voladors (incloent aeroplans i helicòpters) ocupen tres grans edificis de factura moderna. La col·lecció Falck és una col·lecció de vehicles de l'empresa danesa de rescat Falck, vehicles d'emergències com a camions antiincendis, ambulàncies, vaixells de rescat marítim, i altres vehicles variats d'emergències.